# プロレース・ベルリン
プロレース・ベルリン（ProRace Berlin）は例年6月、ドイツ、ベルリンで開催される、自転車競技、ロードレースにおける、ワンデイレースの名称。UCIヨーロッパツアー1.1カテゴリ。
2016年以降、開催されていない。

## 歴代優勝者
| 年   | 選手名               | 国籍     |
| ---- | -------------------- | -------- |
| 2011 | マルセル・キッテル   | ドイツ   |
| 2012 | アンドレ・グライペル | ドイツ   |
| 2013 | マルセル・キッテル   | ドイツ   |
| 2014 | レイモンド・クレダー | オランダ |
| 2015 | ラモン・シンケルダム | オランダ |